# Cathédrale d'Angra do Heroísmo
Pour les articles homonymes, voir Église Saint-Sauveur.
La cathédrale du Saint-Sauveur ou simplement cathédrale d'Angra do Heroísmo (en portugais: Sé de Angra do Heroísmo ou Igreja do Santíssimo Salvador da Sé) est une cathédrale catholique située  dans la commune de Angra do Heroísmo, dans l'île de Terceira, dans l'archipel des Açores, au Portugal,,.

## Histoire

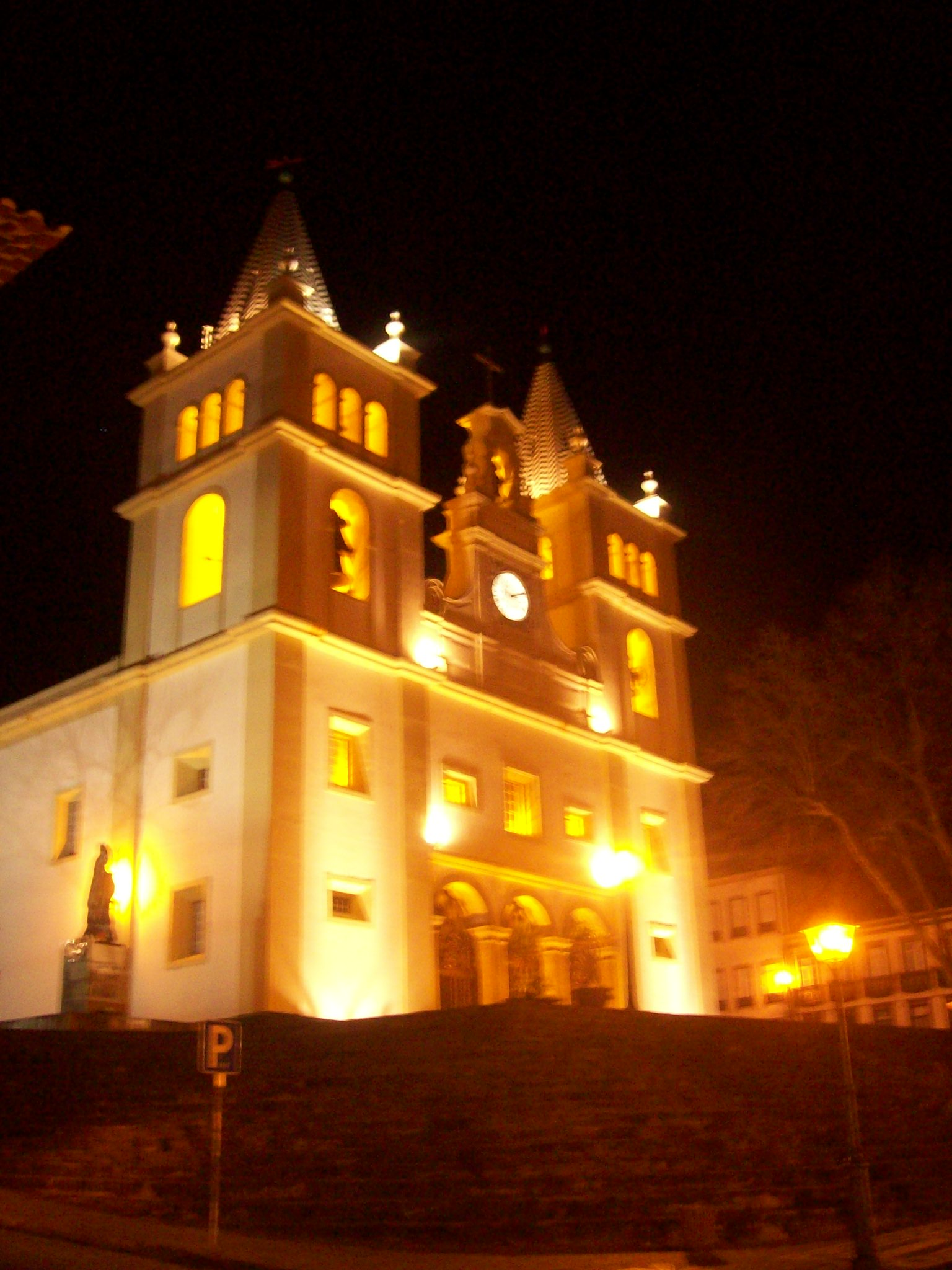
Vue nocturne

La cathédrale la plus ancienne a été initiée par Álvaro Martins Homem en 1461, qui l'a consacré au Saint Sauveur (en portugais : São Salvador), et l'a complété en 1496, date de nomination du premier vicaire.
L'évêché des îles Açores a été créé le 3 novembre 1534 par le Pape Paul III, qui désigne l'Église de Sao Salvador de Angra comme siège religieux. Avec la croissance de la population locale et la création de l'Evêché de Angra, le conseil municipal a formulé une demande pour bâtir un nouveau bâtiment pour la communauté locale.
La construction de la cathédrale a commencé le 10 janvier 1568, sous le commandement du cardinal-roi Enrique.
Le 20 mai 1581, le projet débutait avec la façade principale, qui comprenait deux tours (et l'horloge postérieure installée en 1782), et permettant que l'espace soit utilisé pendant sa construction.
En 1589, l'évêque D. Manuel Gouveia a acheté un orgue pour la cathédrale. La dernière des œuvres extérieures a été achevée autour de 1618, bien que par la suite les travaux continuent à l'intérieur (comme le décor des chapelles).

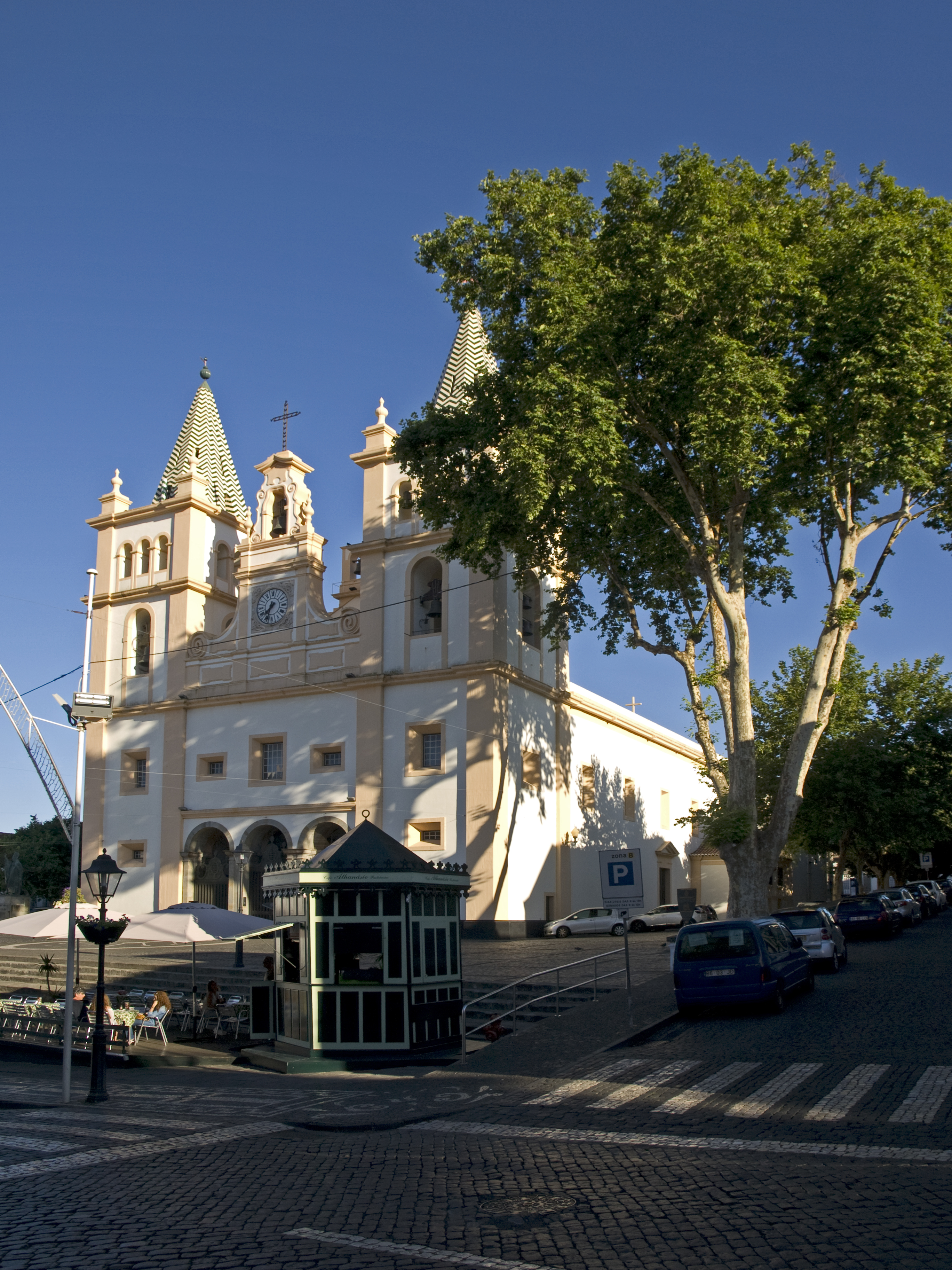
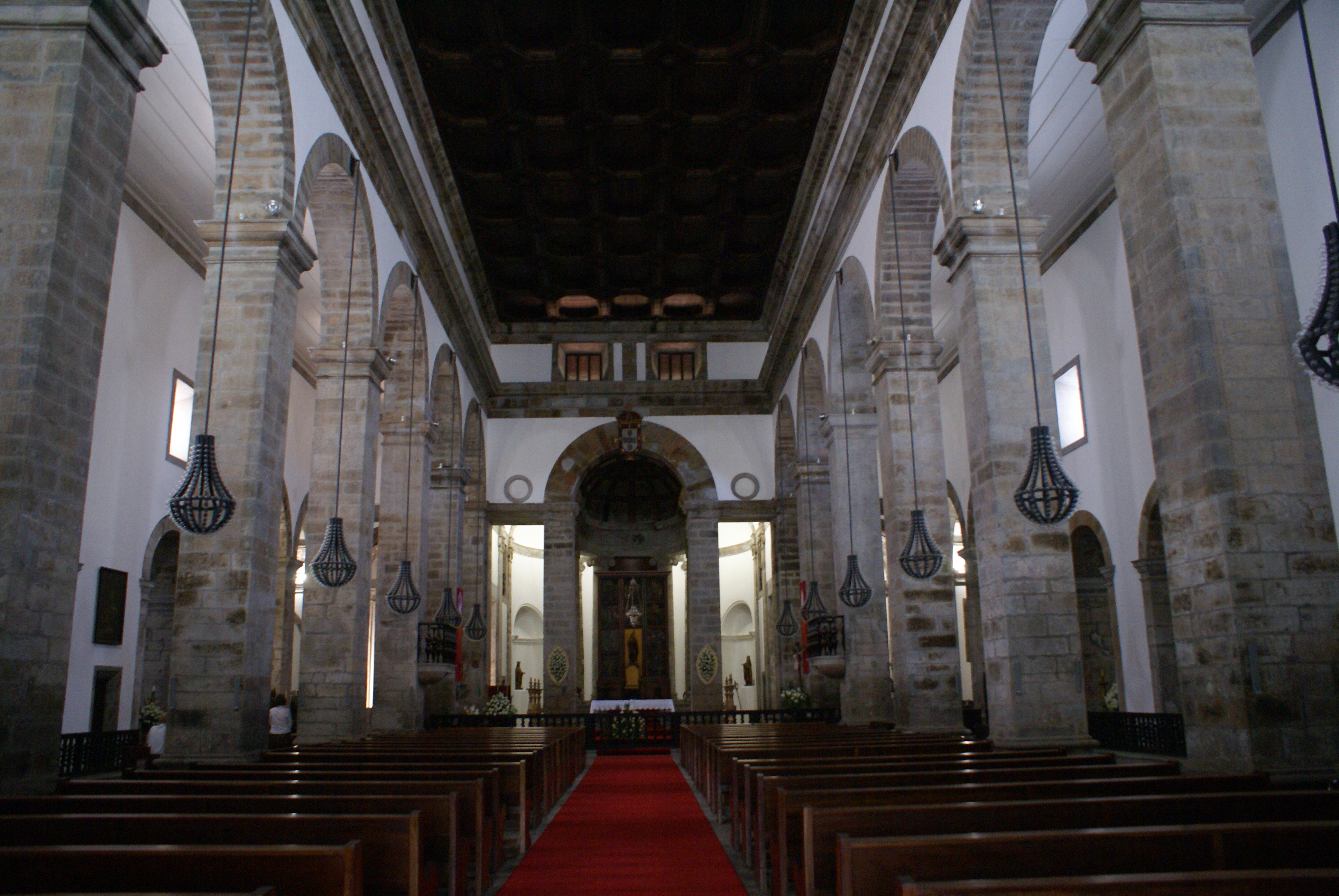
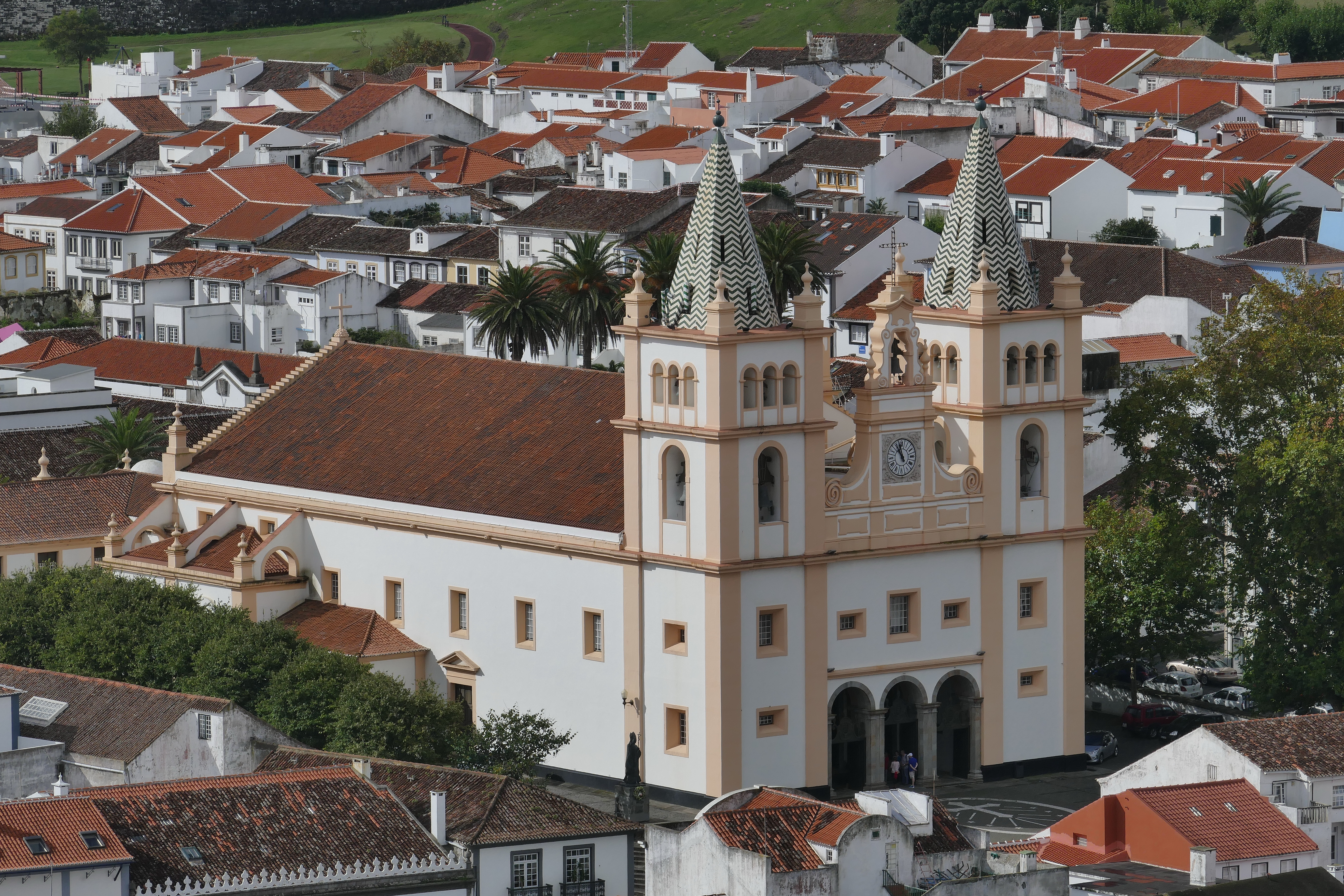